# 長野新幹線
長野新幹線（日语：／ Nagano Shinkansen */?）是北陸新幹線在東日本旅客鐵道（JR東日本）運行的路段所使用的通稱（運行系統名），為一條來往群馬縣的高崎站至長野縣長野站的新幹線高速鐵路路線。

## 簡介
早在昭和40年代（1960年代後期），日本政府已經提出興建一條經高崎、長野、富山、金澤至大阪的新幹線，以舒緩預計將迅速飽和的東海道新幹線的客流，並在東海道遭地震襲擊時作為替代路線。當時這個路線規劃稱為「北陸新幹線」，及後因田中角荣首相指示先行興建東北、上越和成田新幹線，建造費龐大及日本國有鐵道民營化等原因而擱置。
1988年，日本政府開始著手興建北陸新幹線。當初由輕井澤至長野間用迷你新幹線基準於信越本線改軌。但後來為配合長野冬季奧運，決定全段改用標準規格興建。
1997年10月1日，全線通車。

### 年表
- 1972年6月29日 - 日本運輸省（現．國土交通省）指定東京經高崎、長野、富山、金澤至大阪的「北陸新幹線」為基本規劃新幹線。
- 1973年 - 提升為整備新幹線（即可開始進行定線、設計至收地的前期工作）。
- 1987年4月1日 - 國鐵民營化。
- 1987年 - 運輸省指示北陸新幹線高崎至石川縣小松市段先行興建。
- 1988年 - 先行興建地段縮短至長野，正式開始興建。
- 1997年10月1日 - 全線通車。

通車時設定的班次只有淺間號，用車為E2系，獨用E2系情況至2014年3月14日為止。
- 2005年12月 - 所有列車全面禁煙。
- 2014年3月15日 - E7系正式投入營運。
- 2015年3月14日 - 北陸新幹線長野至金澤間通車營運，JR東日本不再使用「長野新幹線」一詞，改用「北陸新幹線（途經長野）」[a]。

## 使用列車

### 列車名稱
- 淺間：該名稱原本是由行駛在東北本線、高崎線與信越本線上的國鐵時代L特急列車所使用，以聳立在群馬縣和長野縣間的淺間山為名。

### 現役車輛
- E7系 - F編組（12輛編成）。
- E926形 (East i) - S51編組、電氣與軌道綜合測試用車。

### 退役車輛
- 200系 - 臨時列車F80編組，是在1998年冬季奧林匹克運動會期間為了增強運送能力而運行的臨時列車。
- E2系 - N編組（8輛編成）。
- E4系 - P編組、臨時列車使用。2層構造車廂的8輛編組，並在使用的列車名稱前加上Max字樣。
- 925形 - S1・S2編組
- E954形 (FASTECH 360S) - 高速實驗用電力動車。

## 註解
1. ↑  根據JR東日本官方繁體中文版路線圖

## 外部連結
- JR東日本（新幹線）